# JUMP!NG↑GO☆LET'S GO⇒
JUMP!NG↑GO☆LET'S GO⇒（ジャンピング ゴー レッツ ゴー）は、岸本早未の8枚目のシングル。

## 解説
- 今まで最長でも5ヶ月以内に作品をリリースしていたが約8ヶ月の間隔のあいたシングル。「みえないストーリー」から「ユメリアル」まで2800～3300枚と安定していた初動売上を2300枚台に落とした。
- 所属事務所のビーイングがライブドアのラジオから配信していた「BEING GIZA STUDIO Podcasting」の2005年度のテーマ曲である。
- JUMP!NGの後の｢↑｣マークは本当の表記は｢⇒｣でいて斜め右上を指している。
- この作品のリリースから次作「PEACH:LIME//SHAKE」まで1年近くもリリースを見送ることとなる。

## 収録曲
1. JUMP!NG↑GO☆LET'S GO⇒
作詞:岸本早未　作曲:小林正範　編曲:大賀好修
2. Venus 18
作詞:岸本早未　作曲:後藤康二　編曲:豆田将
3. SAY GOOD BYE GLOOMY DAYS
作詞:岸本早未　作曲:川島だりあ　編曲:小林哲
4. JUMP!NG↑GO☆LET'S GO⇒(Instrumental)